# Hassi Zahana
Hassi Zahana (în arabă حاسى زھانة) este o comună din provincia Sidi Bel Abbès, Algeria.
Populația comunei este de 7.425 de locuitori (2008).